# Antônio Ferrão Muniz de Aragão
Antônio Ferrão Muniz de Aragão (Salvador, nascimento e morte no século XIX) foi um positivista brasileiro, aluno de Augusto Comte e autor de trabalho de classificação científica.

## Biografia
Filho do Visconde de Itapororocas, deste herdou grande fortuna, que perdeu ao longo de uma vida dedicada ao estudo e pesquisas. No afã de ampliar os conhecimentos, estudou em Paris e Londres, sendo aluno e discípulo de Comte, e amigo de John Stuart Mill.
A ele se deve, pela primeira vez em português, o uso do termo cibernética, embora num contexto diverso do atual - setenta anos antes de a palavra vir a ser cunhada em inglês por Norbert Wiener.
Com a ruína financeira, foi nomeado diretor da Biblioteca Pública da Bahia, quando então produziu algumas de suas obras. Dentre estas destaca-se o Catálogo da Biblioteca da Província da Bahia', um "Systema de Classificação Methodica e Encyclopedica dos Conhecimentos Humanos", impresso na Typogragraphia Constitucional, em 1878 - obra pioneira na sistematização das ciências.